# Arrêté Chaptal du 14 fructidor an IX
Pour les articles homonymes, voir Chaptal.

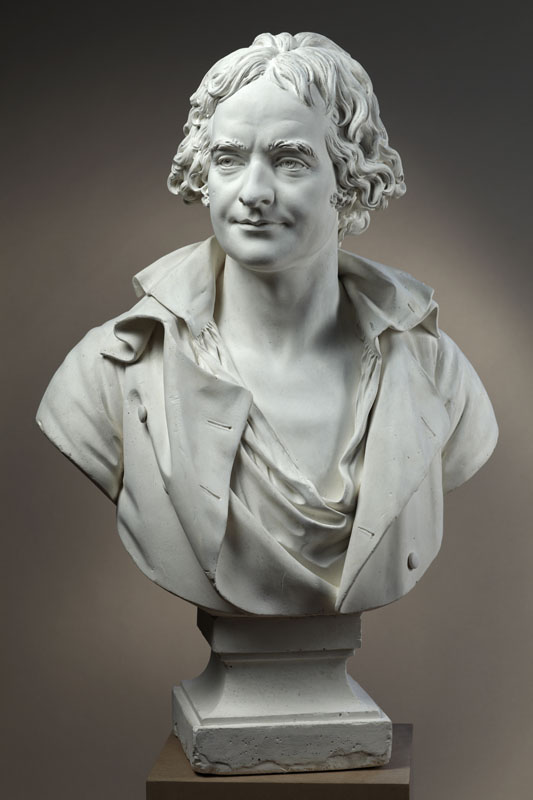
Jean-Antoine Chaptal par Philippe-Laurent Roland (Musée des Augustins).

L’arrêté Chaptal est un arrêté consulaire, faisant suite au rapport de Jean-Antoine Chaptal, ministre de l'Intérieur, présenté aux consuls de la République le 13 fructidor an IX (31 août 1801), consacré comme fondateur des musées de province français.

## Contexte
En 1801, les biens artistiques émanant de la nationalisation des biens de l'Église, de la confiscation de ceux des émigrés et des saisies effectuées par les armées révolutionnaires, avaient atteint un tel volume qu'il était devenu évident qu’ils ne pouvaient être conservés dans leur intégralité à Paris.

Dans une lettre de Paris en date du 21 thermidor an IX (9 août 1801) adressée « Au citoyen Chaptal, ministre de l'intérieur », Napoléon lui réclame, entre autres arrêtés destinés à mettre en vente les bâtiments de la Bibliothèque nationale pour subvenir aux frais de son transport au Louvre et au transfert du logement de tous les artistes y résidant, à la Sorbonne : 

« Un troisième arrêté pour nommer une commission chargée de choisir les statues et tableaux destinés à la galerie de Paris, et ceux qui seraient envoyés pour les galeries de Lyon, Marseille, Bordeaux, Genève,, Nantes, Lille, Bruxelles, Strasbourg, Nancy, Dijon, Toulouse. »

Le 14 fructidor an IX (1er septembre 1801), le Moniteur universel publie l'arrêté instituant la commission qui devait constituer les collections destinées à être réparties entre les villes susnommées, et auxquelles s'ajoutèrent les musées de Caen, Rouen, Rennes et Mayence,.